# Ayıbasar
Ayıbasar (również: Ayıbazar) – wieś w rejonie Laçın w Azerbejdżanie.